# 391 км
391 км — железнодорожная станция  как населённый пункт в Карасукском районе Новосибирской области России. Входит в Благодатский сельсовет. Ранее населённый пункт упоминался как Остановочная Площадка 391 км.

## География
Площадь населённого пункта — 1 гектар.

## История
Населённый пункт появился при строительстве железной дороги. В селении жили семьи тех, кто обслуживал железнодорожную инфраструктуру.

## Население
| 2002 | 2007 | 2010 |
| ---- | ---- | ---- |
| 36   | ↗39  | ↘29  |

## Инфраструктура
В населённом пункте по данным на 2007 год отсутствует социальная инфраструктура.

Действует железнодорожная платформа 391 км

## Транспорт
Доступна автомобильным и железнодорожным транспортом.
Проходит автодорога общего пользования регионального значения 50Н-1004 «371 км а/д "К-17р" - Калиновка» (идентификационный номер 50 ОП МЗ 50Н-1004).